# Jefferson Farfán
Jefferson Agustín Farfán Guadalupe (Villa El Salvador, Lima, 26 de octubre de 1984) es un exfutbolista y comentarista deportivo peruano que se desempeñaba como mediapunta o extremo derecho. Fue internacional absoluto con la selección de fútbol del Perú. Es el segundo máximo goleador histórico de la selección peruana de fútbol y es considerado por la prensa especializada como uno de los jugadores más importantes en la historia del fútbol peruano. Actualmente también trabaja  como comentarista deportivo en su propio podcast llamado Enfocados.
Comenzó su carrera deportiva en las divisiones menores del Deportivo Municipal y Alianza Lima. Este último lo vio debutar profesionalmente a los 16 años en el 2001, campaña en la que salió campeón de la Primera División. En 2002 fue destacado como el jugador revelación del fútbol peruano y un año después ganó su segundo Torneo Descentralizado, siendo considerado el mejor jugador de la Primera División del fútbol peruano. En 2004 fue reconocido como el mejor futbolista del año en el Perú, luego de ganar su tercer Campeonato.
A mediados de 2004 fichó por el PSV Eindhoven con el que fue tetracampeón de la Liga neerlandesa. En 2005 ganaría su primera Eredivisie y una Copa de los Países Bajos, llegando en la misma temporada a las semifinales de la Champions League donde se quedó sin poder disputar la final por diferencia de gol. En el año 2006 se coronó campeón, por segunda vez, de la Eredivisie siendo el máximo goleador del club en la temporada. En 2007 fue nuevamente goleador del club y alzó su tercera Eredivisie. En 2008, fue campeón de la Eredivisie por cuarta vez y ganó una Supercopa de los Países Bajos, entrando así, en la historia del PSV como el quinto máximo goleador extranjero del club.
En 2008 pasó a la Bundesliga, firmando por el Schalke 04. En 2010 fue subcampeón de la Bundesliga y de la Supercopa de Alemania, al siguiente año sería campeón de la Copa de Alemania y de la Supercopa de Alemania, además de llegar a las semifinales de la Champions League por única vez en la historia del club, siendo elegido el mejor jugador del club del año. En 2012 fue considerado el jugador latinoamericano más costoso de la Bundesliga. Tras 7 temporadas en el club, dejó el Schalke 04 debido a una serie de lesiones. Se iría siendo el tercer máximo goleador extranjero en la historia del club con 52 goles y brindando 70 asistencias, siendo uno de los mejores proveedores de asistencias durante su tiempo en la Bundesliga.
A mediados de 2015, decidió fichar por el Al Jazira de los Emiratos Árabes campeonando en la Liga Árabe y la Copa Presidente. En 2017 retornó a Europa tras 2 años en el fútbol árabe, firmando por el Lokomotiv de Rusia y ganando una Copa de Rusia. En su segunda temporada fue el máximo goleador de su equipo con 14 goles y ganó otra Copa de Rusia y la Premier League Rusa.
Con la selección peruana de fútbol es el segundo goleador histórico con 27 goles, y el peruano con más goles en la historia de las eliminatorias mundialistas (16 goles), ocupando el 12.º lugar de los goleadores históricos de Conmebol. Tiene como preseas la medalla del subcampeonato en la Copa América 2019 y una medalla de bronce conseguida en la Copa América 2015.

## Trayectoria
Jefferson nació el 26 de octubre de 1984 en el distrito de Villa El Salvador, Lima. Es sobrino de los también futbolistas Roberto "La Foca" Farfán, Rafael "Focaza" Farfán (por lado paterno) y Luis "Cuto" Guadalupe (por lado materno), quienes integraron alguna vez la selección nacional de fútbol del Perú.

### Deportivo Municipal
Comenzó en las infantiles del Deportivo Municipal y estuvo 5 años en el club, desde 1994 hasta 1999.

### Alianza Lima (primera etapa)
Jefferson llegaría al club victoriano en 1999 con solo 14 años y poco tiempo después, en el 2000, comenzó a entrenar con el equipo Sub-20.
Farfán debuta en Primera División, hecho que se dio el 28 de julio del 2001, ante Deportivo Wanka.
A partir del 2002, fue titular indiscutible en Alianza, siendo nombrado Jugador Revelación del Año. Al año siguiente fue considerado el mejor jugador del campeonato, siendo figura determinante y llevando al equipo de sus amores al título nacional, anotando el gol decisivo en tiempo suplementario en la final ante Sporting Cristal.
En el 2004, jugó la primera mitad del año para Alianza, anotando 14 goles y ayudando de esta manera a conseguir el Torneo Apertura. Posteriormente, es vendido por Alianza Lima al club neerlandés PSV Eindhoven en una de las transferencias más caras en la historia del fútbol peruano.

### PSV Eindhoven

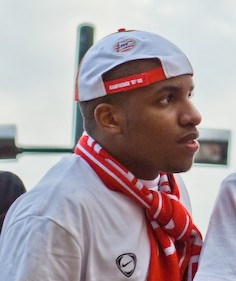
Farfán con vestimenta del PSV Eindhoven, 20 de abril de 2008.

En junio del 2004, pasó al PSV Eindhoven por una cifra que ascendió a 3.5 millones de euros, firmando un contrato hasta el 2010. Con el PSV marcó goles importantes tanto en la liga neerlandesa como en la UEFA Champions League, llegando hasta las semifinales en la temporada 2004/2005. En la temporada 2006/07, se convirtió en el goleador de su club y, una vez más, elegido el jugador más querido por la fanaticada tulipán. Luego de eso, estuvo a un paso de firmar por los clubes ingleses Chelsea o Portsmouth, aunque ello finalmente no se produjo. A lo largo de las cuatro temporadas que Farfán estuvo en el PSV, logró anotar 67 goles.
A mediados de 2008, luego de obtener el tetracampeonato con el PSV, el cuadro neerlandés llegó a un acuerdo con el Schalke 04 para venderlo, acuerdo que ascendió a los 17 millones de euros aproximadamente.

### Schalke 04

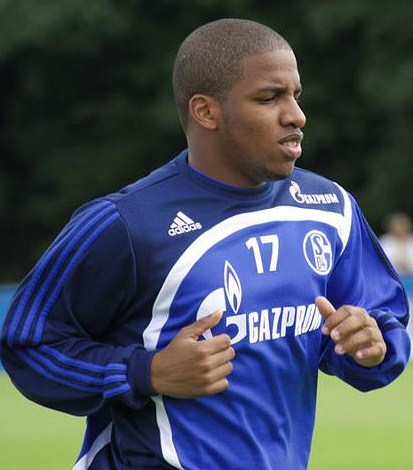
Farfán entrenando en el Schalke 04, 12 de julio de 2008.

El 10 de junio de 2008, el Schalke 04 confirmó oficialmente el traslado. Farfán firmó por cuatro temporadas con el club alemán.
Es considerado uno de los mejores jugadores del Schalke y también uno de los más queridos por los hinchas. A lo largo de su trayectoria en el club alemán, Jefferson anotó importantes goles que le dieron la victoria a su equipo en muchas ocasiones.
En marzo de 2011, anotó dos goles ante el Valencia por la Champions League 2010/11, propiciando que el Schalke 04 accediera a cuartos de final.
Pero el gol que él mismo considera como uno de los mejores de su carrera, y que le valió el apelativo de "cohete", tuvo lugar en un encuentro contra el Bayer Leverkusen, el 23 de octubre de 2011. En el minuto 82 se robó una pelota cerca del área del Schalke y recorrió a gran velocidad casi todo el campo para definir luego de pierna derecha. La prensa alemana se rindió ante este tanto calificándolo de "supervelocista"
por su corrida de 80 metros en 10 segundos.
En el 2011, crecieron rumores sobre el posible traslado de Farfán a un club español, en vista que su contrato vencía en 2012. Ante esto, los hinchas reaccionaron pidiéndole que se quede. Incluso, llegaron a hacerle un video en el que le piden que no deje el club. Sin embargo, las negociaciones para una extensión del contrato no progresaron. Según un estudio hecho por transfermarkt a fines de 2011, Farfán se encontró en el puesto N°13 de jugadores más caros de la Bundesliga, siendo el latino más caro, encima de jugadores como Lucas Barrios, o su compatriota Claudio Pizarro.
En el 2013 ‘La Foquita’ cerró una temporada más que buena con el FC Schalke 04. El equipo azul venció 2-1 de visita al SC Friburgo y clasificó a la fase previa de la Champions League 2013-14 tras terminar en el cuarto lugar de la Bundesliga.

### Al-Jazira
Tras jugar 7 años en el Schalke 04 alemán, el delantero peruano Jefferson Farfán fichó por tres años como flamante refuerzo del club Al-Jazira, de la primera división del fútbol de los Emiratos Árabes Unidos.

En su primer año con el club, campeonaría en la Liga Árabe del Golfo y en la Copa Presidente EAU.

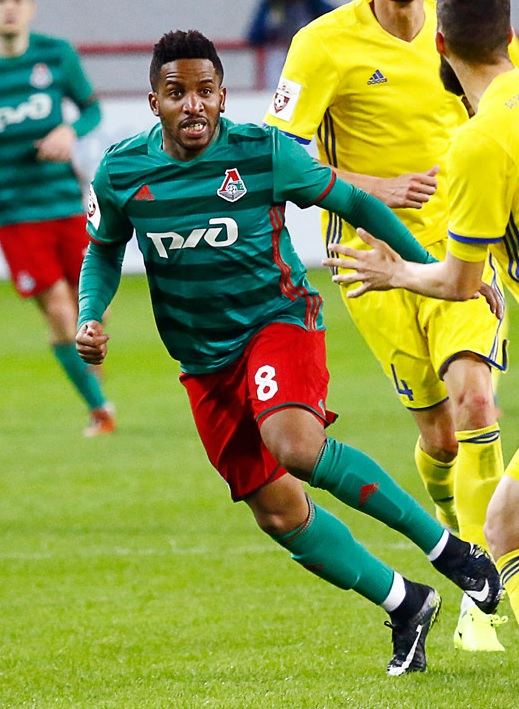
Farfán con la camiseta del Lokomotiv Moscú frente al FC Rostov, 9 de abril de 2017.

Farfán abandonó el club el 19 de octubre de 2016, porque el club no respetó todas las cláusulas de su contrato. Lamentablemente, este incidente mermó su carrera pues lejos de buscar rápidamente otro equipo a la altura de su juego, se mantuvo varias semanas como jugador libre, donde incluso se comentaba que estaba a punto de colgar los botines. Esta situación generó que perdiera su lugar como habitual seleccionado peruano. Felizmente, esta situación no duraría mucho y volvería a jugar tras cerrar su pase al Lokomotiv Ruso.

### Lokomotiv Moscú
El cuadro ruso anunció su fichaje después de un irregular 2016 con cien días inactivo tras finalizar en octubre de 2016 un millonario contrato con el Al Jazira. La temporada 2017/18 fue provechosa, pues consiguió la Copa de Rusia en octubre de 2017 y el título de la Liga Premier de Rusia después de 14 años, siendo el 3.er goleador de la liga con 10 goles y 4 asistencias.
No apareció para Lokomotiv durante 14 meses a partir de mayo de 2019 debido a una lesión en la rodilla y una siguiente prueba positiva para COVID-19. Hizo su primera aparición tras la recuperación el 12 de julio de 2020 en un partido contra el FC Ufa y anotó un empate tardío para su club en un empate 1-1.
El 5 de agosto de 2020, Lokomotiv anunció que Farfán abandonaría el club al finalizar su contrato.
Sin destino aparente, volvería al Perú en la búsqueda nuevas ofertas y con la finalidad de sanar una fastidiosa lesión a la rodilla que no le permitía jugar a plenitud. Se especuló que para el 2021 podría unirse a equipos de la MLS, Liga MX o Argentina, además no ha descartado una posible vuelta a Club Alianza Lima para cerrar su carrera en el club de sus amores.

### Alianza Lima (segunda etapa)
El 23 de marzo de 2021, mediante un video publicado en las redes del Club Alianza Lima, se hizo oficial la vuelta de Jefferson Farfán al equipo victoriano luego de 17 años. Su contrato es por dos temporadas y finaliza el 31 de diciembre de 2022. Volvió a jugar el 6 de abril entrado al minuto 57 ante Deportivo Municipal y marcó un gol para que los blanquiazules ganen 1 a 0. Tras una lesión a la rodilla Farfán estuvo de para 3 meses y en su primer partido después de la lesión anotó el gol de la victoria ante César Vallejo. El 12 de septiembre Farfán jugó su partido 700 como profesional donde anotó de tiro libre ante Deportivo Binacional en el último minuto siendo este el gol de la victoria y remontando el partido que empezó 0-2 en contra de su equipo. El 25 de septiembre volvió al gol esta vez ante el Alianza Atlético de Sullana donde su equipo ganó 3-1 y sumó 6 victorias seguidas.

## Selección nacional

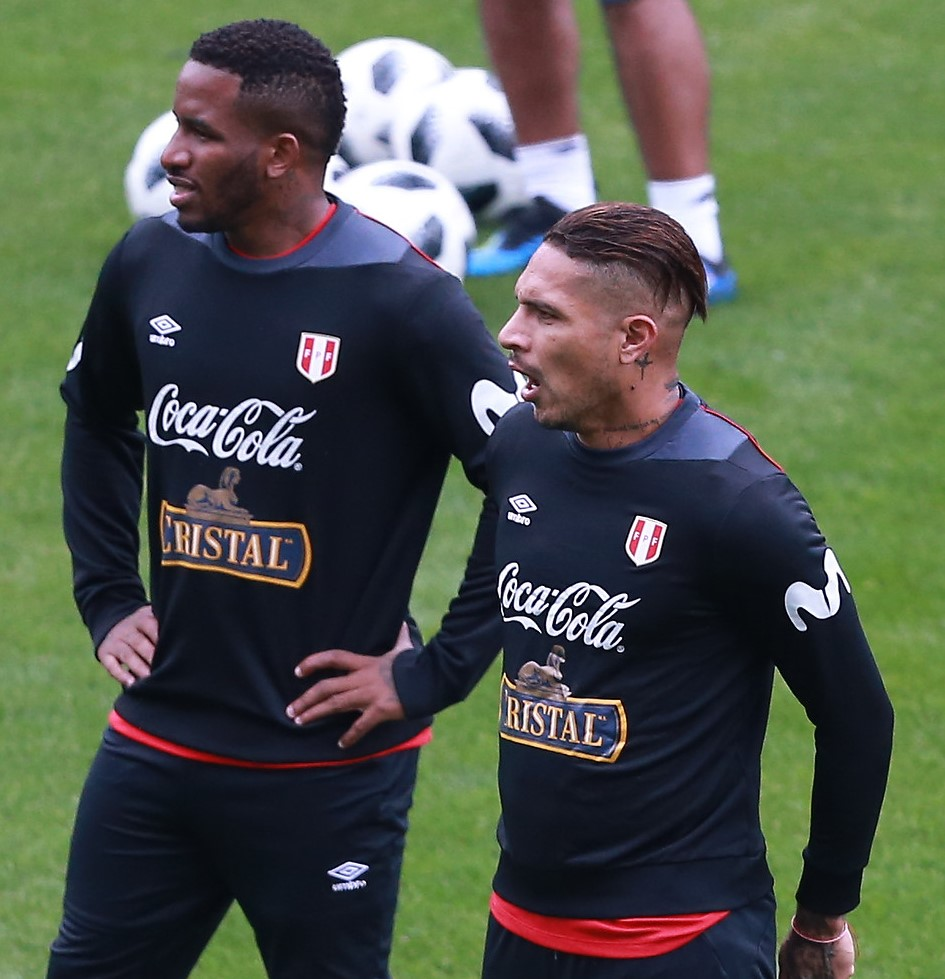
Farfán junto a Paolo Guerrero durante un entrenamiento del Mundial Rusia 2018.

Farfán integró la selección en la categoría Sub-17, desde el año 2001, participando del Campeonato Sudamericano Sub-17 de 2001 y más tarde en los Juegos Bolivarianos de ese mismo año, ganando la medalla de oro.
En el 2003 participó del sudamericano Sub-20, con una buena actuación, haciendo que lo convoquen para el Torneo Preolímpico Sub-23 que se realizó al año siguiente. También ha participado en las ediciones de 2004 y 2007 de la Copa América, demostrando un buen fútbol.
Farfán ha sido convocado para las Eliminatorias Alemania 2006 (donde marcó 7 goles) y para las Eliminatorias Sudáfrica 2010. Sin embargo el 7 de diciembre de 2007. Junto a los jugadores Santiago Acasiete, Claudio Pizarro y Andrés Mendoza fue suspendido de manera indefinida de la Selección de fútbol del Perú por su participación en los actos de indisciplina ocurridos luego del empate ante Brasil en Lima, por las eliminatorias para la Copa Mundial de Fútbol de 2010. El 27 de marzo de 2008 se anunció a la prensa la sanción impuesta a Farfán y a los otros 3 jugadores involucrados: suspensión de la selección peruana durante 18 meses y el pago de una multa solidaria de 20 000 USD (veinte mil dólares estadounidenses) cada uno.

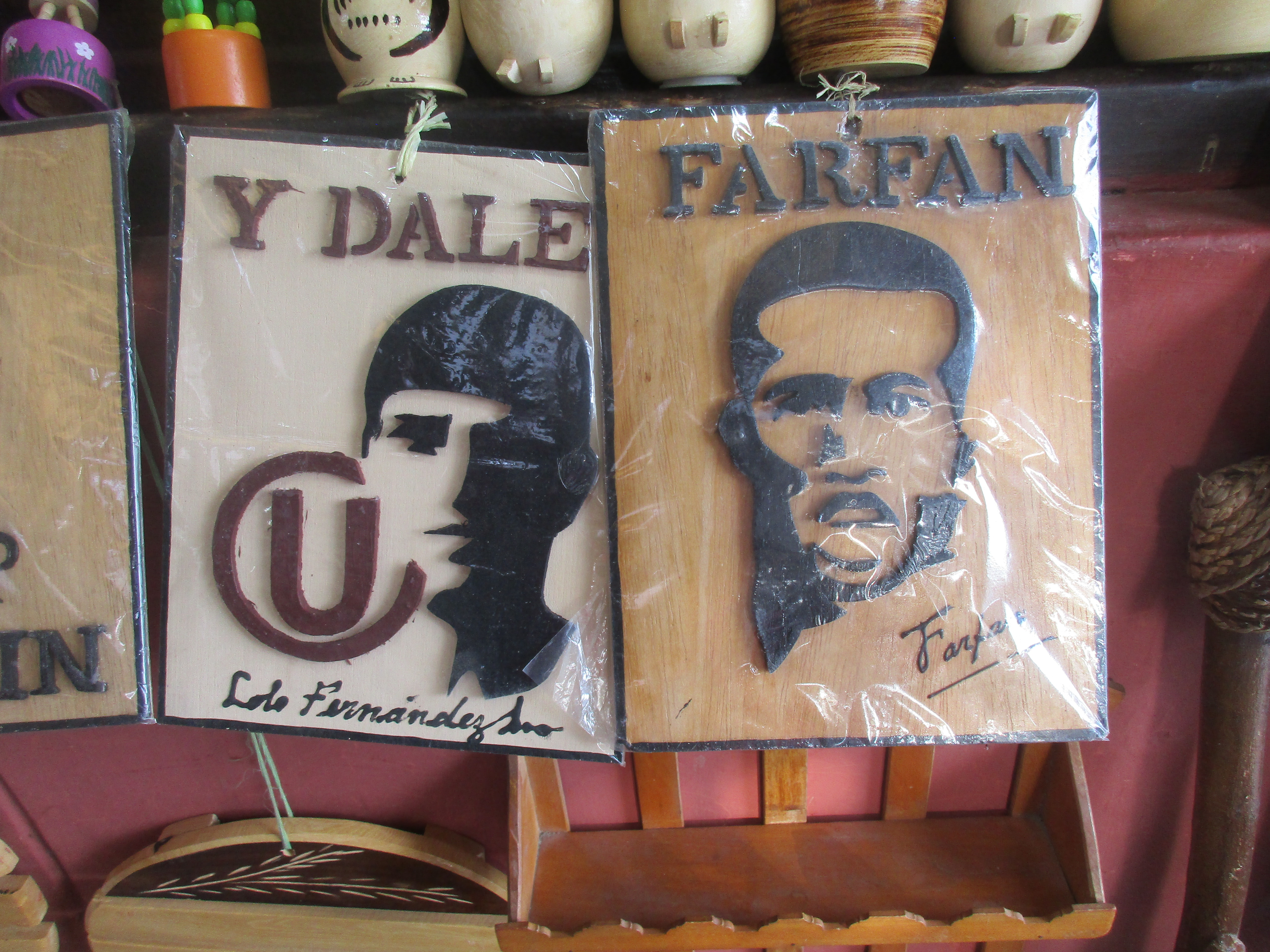
Retratos de Teodoro «Lolo» Fernández y Farfán en un mercadillo de la ciudad de Monsefú, ambos forman parte de la cultura popular del fútbol peruano.

En 2010, Farfán volvió a la selección en la Era Markarián. Tras ganar los tres primeros partidos con el combinado nacional, Markarián notó que Farfán era indiscutible en el equipo. En octubre de ese año, la selección disputó un cuarto partido ante Panamá, el cual perdió 1-0. Esa misma noche, Farfán y otros jugadores se escaparon del hotel en el que se alojaban para ir a un casino en la madrugada. Markarián lo separó de la selección debido a su indisciplina, aunque reapareció en el combinado nacional en 2011 para las eliminatorias rumbo al Mundial de Brasil 2014. En septiembre de 2012, Jefferson Farfán fue protagonista de la remontada 2-1 de la selección peruana sobre Venezuela tras marcar dos goles en 12 minutos. El 22 de marzo de 2013 anotó un gol agónico que le dio el triunfo 1-0 a Perú sobre Chile después de 8 años de fracasos ante el combinado Chileno. El 6 de septiembre de 2013, marcó un gol de tiro libre ante Uruguay aunque no impidió la derrota 1-2 ante los charrúas en Lima.
Después de una larga lesión en la rodilla, volvió a estar en la lista de convocados del técnico Ricardo Gareca con miras en la Copa América 2015. En el partido amistoso jugado contra la selección Mexicana el 3 de junio de 2015, anotó el primer gol del encuentro que terminó empatado a uno; este gol significó el tanto número 18 del atacante peruano con la camiseta de su selección.
El 25 de marzo de 2016, disputó el encuentro con la selección de Venezuela por las clasificatorias al Mundial de Rusia 2018. En el referido encuentro fue sustituido en el minuto 60 por el volante (que en ese momento jugaba en el torneo local) Edison Flores, marcando una suerte de quiebre en la selección de Ricardo Gareca, pues con su salida y la del capitán Claudio Pizarro se generó una revolución en el juego del Perú.
Luego de eso, y cuando eran notorias sus actitudes de exjugador, dejó de ser convocado a la selección, siendo vuelto a citar recién en septiembre del 2017, para la fecha doble ante Bolivia y Ecuador. Para este momento destacó su notorio interés por volver a la selección, tras volver a disputar torneos oficiales con el Lokomotiv, reinventando de esta forma su carrera. 
Tras mantener un buen nivel individual y con la suspensión de Paolo Guerrero, se convirtió en pieza fundamental en los duelos del repechaje para clasificar a Rusia. El 15 de noviembre de 2017 Perú clasificó al Mundial tras ganar 2:0 a Nueva Zelanda y Farfán hizo el primer gol a los 28'.
El 16 de junio de 2018 hizo su debut en mundiales, piloteando el ataque peruano en Rusia 2018, en el encuentro contra Dinamarca. En 2019 formó parte del plantel que obtendría el segundo lugar en la Copa América de Brasil 2019 y se ha mantenido como habitual convocado a la selección peruana, disputando las dos primeras fechas de las clasificatorias rumbo a Catar 2022.
El 24 de septiembre del 2021 volvió a la Selección después de casi 1 año al ser convocado por el entrenador Ricardo Gareca para la Fecha Triple de Octubre de las Eliminatorias.

### Participación en Campeonatos Sudamericanos
| Torneo                      | Sede    | Resultado      | Partidos | Goles | Prom. |
| --------------------------- | ------- | -------------- | -------- | ----- | ----- |
| Sudamericano Sub-17 de 2001 | Perú    | Fase de grupos | 3        | 4     | 1.33  |
| Sudamericano Sub-20 de 2003 | Uruguay | Fase de grupos | 7        | 1     | 0.14  |
| Preolímpico Sub-23 de 2004  | Chile   | Fase de grupos | 4        | 0     | 0.00  |

### Participaciones en Copas del Mundo
| Torneo                         | Sede  | Resultado      | Partidos | Goles | Asist. |
| ------------------------------ | ----- | -------------- | -------- | ----- | ------ |
| Copa Mundial de Fútbol de 2018 | Rusia | Fase de grupos | 2        | 0     | 1      |
| Total                          | Total | Total          | 2        | 0     | 1      |

### Participaciones en Copa América
| Torneo            | Sede      | Resultado        | Partidos | Goles | Asist. |
| ----------------- | --------- | ---------------- | -------- | ----- | ------ |
| Copa América 2004 | Perú      | Cuartos de final | 3        | 1     | 0      |
| Copa América 2007 | Venezuela | Cuartos de final | 3        | 0     | 2      |
| Copa América 2015 | Chile     | Tercer lugar     | 4        | 0     | 0      |
| Copa América 2019 | Brasil    | Subcampeón       | 3        | 1     | 1      |
| Total             | Total     | Total            | 13       | 2     | 3      |

### Participaciones en Clasificatorias a Copas del Mundo
| Eliminatorias                 | Selección | Resultado  | Partidos | Goles | Asist. | Prom. |
| ----------------------------- | --------- | ---------- | -------- | ----- | ------ | ----- |
| Eliminatorias Mundial de 2006 | Perú      | 9.º lugar  | 17       | 7     | 0      | 0.41  |
| Eliminatorias Mundial de 2010 | Perú      | 10.º lugar | 4        | 0     | 1      | 0.00  |
| Eliminatorias Mundial de 2014 | Perú      | 7.º lugar  | 11       | 5     | 1      | 0.45  |
| Eliminatorias Mundial de 2018 | Perú      | 5.º lugar  | 8        | 4     | 0      | 0.50  |
| Eliminatorias Mundial de 2022 | Perú      | 5.º lugar  | 7        | 0     | 0      | 0.00  |
| Total                         | Total     | Total      | 47       | 16    | 2      | 0,34  |

### Goles en la selección
| 1.  | 23-02-2003              | Lima           | Haití         | 5-1 | Victoria | Amistoso                   |
| 2.  | 24-07-2003              | Lima           | Uruguay       | 3-4 | Derrota  | Amistoso                   |
| 3.  | 24-07-2003              | Lima           | Uruguay       | 3-4 | Derrota  | Amistoso                   |
| 4.  | 06-09-2003              | Lima           | Paraguay      | 4-1 | Victoria | Eliminatorias Mundial 2006 |
| 5.  | 01-06-2004              | Montevideo     | Uruguay       | 1-3 | Victoria | Eliminatorias Mundial 2006 |
| 6.  | 09-07-2004              | Lima           | Venezuela     | 3-1 | Victoria | Copa América 2004          |
| 7.  | 17-11-2004              | Lima           | Chile         | 2-1 | Victoria | Eliminatorias Mundial 2006 |
| 8.  | 30-03-2005              | Lima           | Ecuador       | 2-2 | Empate   | Eliminatorias Mundial 2006 |
| 9.  | 03-09-2005              | Maracaibo      | Venezuela     | 4-1 | Derrota  | Eliminatorias Mundial 2006 |
| 10. | 12-10-2005              | Tacna          | Bolivia       | 4-1 | Victoria | Eliminatorias Mundial 2006 |
| 11. | 12-10-2005              | Tacna          | Bolivia       | 4-1 | Victoria | Eliminatorias Mundial 2006 |
| 12. | 03-06-2007              | Madrid         | Ecuador       | 2-1 | Victoria | Amistoso                   |
| 13. | 11-10-2011              | Santiago       | Chile         | 4-2 | Derrota  | Eliminatorias Mundial 2014 |
| 14. | 07-09-2012              | Lima           | Venezuela     | 2-1 | Victoria | Eliminatorias Mundial 2014 |
| 15. | 07-09-2012              | Lima           | Venezuela     | 2-1 | Victoria | Eliminatorias Mundial 2014 |
| 16. | 22-03-2013              | Lima           | Chile         | 1-0 | Victoria | Eliminatorias Mundial 2014 |
| 17. | 07-09-2013              | Lima           | Uruguay       | 1-2 | Derrota  | Eliminatorias Mundial 2014 |
| 18. | 03-06-2015              | Lima           | México        | 1-1 | Empate   | Amistoso                   |
| 19. | 08-09-2015              | Nueva Jersey   | Colombia      | 1-1 | Empate   | Amistoso                   |
| 20. | 13-10-2015              | Lima           | Chile         | 3-4 | Derrota  | Eliminatorias Mundial 2018 |
| 21. | 13-10-2015              | Lima           | Chile         | 3-4 | Derrota  | Eliminatorias Mundial 2018 |
| 22. | 13-11-2015              | Lima           | Paraguay      | 1-0 | Victoria | Eliminatorias Mundial 2018 |
| 23. | 15-11-2017              | Lima           | Nueva Zelanda | 2-0 | Victoria | Repechaje Mundial 2018     |
| 24. | 27-03-2018              | Harrison       | Islandia      | 3-1 | Victoria | Amistoso                   |
| 25. | 29 de mayo de 2018      | Lima           | Escocia       | 2-0 | Victoria | Amistoso                   |
| 26. | 20 de noviembre de 2018 | Arequipa       | Costa Rica    | 2-3 | Derrota  | Amistoso                   |
| 27. | 18 de junio de 2019     | Río de Janeiro | Bolivia       | 3-1 | Victoria | Copa América 2019          |

## Estadísticas

### Clubes
| Club                         | Div.                | Temporada           | Liga  | Liga  | Liga   | Copas Nacionales | Copas Nacionales | Copas Nacionales | Copas Internacionales | Copas Internacionales | Copas Internacionales | Total | Total | Total  | Media goleadora |
| Club                         | Div.                | Temporada           | Part. | Goles | Asist. | Part.            | Goles            | Asist.           | Part.                 | Goles                 | Asist.                | Part. | Goles | Asist. | Media goleadora |
| ---------------------------- | ------------------- | ------------------- | ----- | ----- | ------ | ---------------- | ---------------- | ---------------- | --------------------- | --------------------- | --------------------- | ----- | ----- | ------ | --------------- |
| Alianza Lima · Perú          | 1.ª                 | 2001                | 1     | 0     | 0      | —                | —                | —                | —                     | —                     | —                     | 1     | 0     | 0      | 0.00            |
| Alianza Lima · Perú          | 1.ª                 | 2002                | 24    | 2     | 3      | —                | —                | —                | 3                     | 1                     | 0                     | 27    | 3     | 3      | 0.11            |
| Alianza Lima · Perú          | 1.ª                 | 2003                | 34    | 13    | 6      | —                | —                | —                | 8                     | 0                     | 3                     | 42    | 13    | 9      | 0.30            |
| Alianza Lima · Perú          | 1.ª                 | 2004                | 19    | 14    | 5      | —                | —                | —                | 5                     | 4                     | 1                     | 24    | 18    | 6      | 0.75            |
| Alianza Lima · Perú          | Total               | Total               | 78    | 29    | 5      | 0                | 0                | 0                | 16                    | 5                     | 1                     | 94    | 34    | 18     | 0.36            |
| PSV Eindhoven · Países Bajos | 1.ª                 | 2004-05             | 31    | 8     | 5      | 4                | 0                | 1                | 10                    | 1                     | 2                     | 45    | 9     | 9      | 0.20            |
| PSV Eindhoven · Países Bajos | 1.ª                 | 2005-06             | 32    | 20    | 9      | 5                | 3                | 0                | 10                    | 3                     | 3                     | 47    | 26    | 12     | 0.59            |
| PSV Eindhoven · Países Bajos | 1.ª                 | 2006-07             | 34    | 20    | 17     | 4                | 2                | 0                | 8                     | 1                     | 3                     | 46    | 23    | 20     | 0.50            |
| PSV Eindhoven · Países Bajos | 1.ª                 | 2007-08             | 28    | 9     | 9      | 1                | 0                | 2                | 9                     | 2                     | 3                     | 38    | 11    | 14     | 0.23            |
| PSV Eindhoven · Países Bajos | Total               | Total               | 125   | 57    | 40     | 14               | 5                | 3                | 37                    | 7                     | 11                    | 176   | 69    | 55     | 0.39            |
| Schalke 04 · Alemania        | 1.ª                 | 2008-09             | 32    | 10    | 6      | 4                | 3                | 1                | 6                     | 0                     | 4                     | 41    | 12    | 11     | 0.29            |
| Schalke 04 · Alemania        | 1.ª                 | 2009-10             | 33    | 8     | 9      | 3                | 0                | 2                | —                     | —                     | —                     | 36    | 8     | 11     | 0.22            |
| Schalke 04 · Alemania        | 1.ª                 | 2010-11             | 28    | 7     | 10     | 7                | 3                | 4                | 10                    | 4                     | 2                     | 45    | 14    | 16     | 0.22            |
| Schalke 04 · Alemania        | 1.ª                 | 2011-12             | 23    | 9     | 9      | 1                | 0                | 1                | 10                    | 0                     | 2                     | 34    | 9     | 12     | 0.11            |
| Schalke 04 · Alemania        | 1.ª                 | 2012-13             | 27    | 6     | 7      | 1                | 0                | 0                | 7                     | 1                     | 3                     | 35    | 7     | 10     | 0.20            |
| Schalke 04 · Alemania        | 1.ª                 | 2013-14             | 19    | 9     | 7      | 2                | 2                | 0                | 7                     | 1                     | 2                     | 28    | 12    | 9      | 0.42            |
| Schalke 04 · Alemania        | 1.ª                 | 2014-15             | 2     | 0     | 0      | —                | —                | —                | —                     | —                     | —                     | 2     | 0     | 0      | 0.00            |
| Schalke 04 · Alemania        | Total               | Total               | 170   | 49    | 48     | 18               | 8                | 8                | 40                    | 6                     | 13                    | 228   | 63    | 81     | 0.23            |
| Al-Jazira · EAU              | 1.ª                 | 2015-16             | 9     | 4     | 1      | 2                | 0                | 5                | —                     | —                     | —                     | 11    | 4     | 6      | 0.41            |
| Al-Jazira · EAU              | 1.ª                 | 2016-17             | 3     | 2     | 0      | 4                | 1                | 2                | —                     | —                     | —                     | 7     | 3     | 2      | 0.42            |
| Al-Jazira · EAU              | Total               | Total               | 12    | 6     | 1      | 6                | 1                | 7                | 0                     | 0                     | 0                     | 18    | 7     | 8      | 0.41            |
| Lokomotiv Moscú · Rusia      | 1.ª                 | 2017-18             | 22    | 10    | 6      | 1                | 0                | 0                | 9                     | 4                     | 1                     | 32    | 14    | 7      | 0.43            |
| Lokomotiv Moscú · Rusia      | 1.ª                 | 2018-19             | 20    | 8     | 5      | 2                | 0                | 0                | 4                     | 1                     | 0                     | 26    | 9     | 5      | 0.34            |
| Lokomotiv Moscú · Rusia      | 1.ª                 | 2019-20             | 3     | 1     | 0      | —                | —                | —                | —                     | —                     | —                     | 3     | 1     | 0      | 0.33            |
| Lokomotiv Moscú · Rusia      | Total               | Total               | 51    | 20    | 11     | 5                | 0                | 0                | 13                    | 5                     | 1                     | 69    | 25    | 12     | 0.36            |
| Alianza Lima · Perú          | 1.ª                 | 2021                | 14    | 5     | 0      | —                | —                | —                | —                     | —                     | —                     | 14    | 5     | 0      | 0.36            |
| Alianza Lima · Perú          | 1.ª                 | 2022                | 3     | 0     | 0      | —                | —                | —                | —                     | —                     | —                     | 3     | 0     | 0      | 0.00            |
| Alianza Lima · Perú          | Total               | Total               | 17    | 5     | 0      | 0                | 0                | 0                | 0                     | 0                     | 0                     | 17    | 5     | 0      | 0.36            |
| Total en su carrera          | Total en su carrera | Total en su carrera | 446   | 159   | 88     | 43               | 14               | 9                | 107                   | 35                    | 16                    | 528   | 193   | 194    | 0.39            |

### Selecciones
| Selección | Temporada     | Amistosos | Amistosos | Amistosos | Sudamérica(1) | Sudamérica(1) | Sudamérica(1) | Mundial | Mundial | Mundial | Total | Total | Total  | Media goleadora |
| Selección | Temporada     | Part.     | Goles     | Asist.    | Part.         | Goles         | Asist.        | Part.   | Goles   | Asist.  | Part. | Goles | Asist. | Media goleadora |
| --- | ------------- | --------- | --------- | --------- | ------------- | ------------- | ------------- | ------- | ------- | ------- | ----- | ----- | ------ | --------------- |
| Sub-17 · Perú | 2000          | 9         | 6         | 3         | —             | —             | —             | —       | —       | —       | 9     | 6     | 3      | 0,67            |
| Sub-17 · Perú | 2001          | 7         | 9         | 1         | 6             | 5             | 3             | —       | —       | —       | 13    | 14    | 4      | 1,07            |
| Sub-17 · Perú | Total         | 16        | 15        | 4         | 6             | 5             | 3             | 0       | 0       | 0       | 22    | 20    | 7      | 0,90            |
| Sub-18 · Perú | 2001          | —         | —         | —         | 4             | 3             | 1             | —       | —       | —       | 4     | 3     | 1      | 0,75            |
| Sub-18 · Perú | Total         | 0         | 0         | 0         | 4             | 3             | 0             | 0       | 0       | 0       | 4     | 3     | 1      | 0,75            |
| Sub-20 · Perú | 2002          | 3         | 0         | 2         | —             | —             | —             | —       | —       | —       | 3     | 0     | 2      | 0,00            |
| Sub-20 · Perú | 2003          | —         | —         | —         | 4             | 1             | 0             | —       | —       | —       | 4     | 1     | 0      | 0,14            |
| Sub-20 · Perú | Total         | 3         | 0         | 2         | 4             | 1             | 0             | 0       | 0       | 0       | 7     | 1     | 2      | 0,75            |
| Olímpica · Perú | 2003          | 1         | 0         | 0         | —             | —             | —             | —       | —       | —       | 1     | 0     | 0      | 0,00            |
| Olímpica · Perú | 2004          | —         | —         | —         | 4             | 0             | 0             | —       | —       | —       | 4     | 0     | 0      | 0,00            |
| Olímpica · Perú | Total         | 1         | 0         | 0         | 4             | 0             | 0             | 0       | 0       | 0       | 5     | 0     | 0      | 0,00            |
| Adulta · Perú | 2003          | 8         | 3         | 1         | 3             | 1             | 0             | —       | —       | —       | 11    | 4     | 1      | 0,36            |
| Adulta · Perú | 2004          | 2         | 0         | 0         | 10            | 5             | 0             | —       | —       | —       | 12    | 3     | 0      | 0,25            |
| Adulta · Perú | 2005          | —         | —         | —         | 7             | 4             | 0             | —       | —       | —       | 7     | 4     | 0      | 0,57            |
| Adulta · Perú | 2006          | 2         | 0         | 0         | —             | —             | —             | —       | —       | —       | 2     | 0     | 0      | 0,00            |
| Adulta · Perú | 2007          | 2         | 1         | 0         | 7             | 0             | 3             | —       | —       | —       | 9     | 1     | 3      | 0,11            |
| Adulta · Perú | 2008          | —         | —         | —         | —             | —             | —             | —       | —       | —       | 0     | 0     | 0      | 0,00            |
| Adulta · Perú | 2009          | —         | —         | —         | —             | —             | —             | —       | —       | —       | 0     | 0     | 0      | 0,00            |
| Adulta · Perú | 2010          | 4         | 0         | 0         | —             | —             | —             | —       | —       | —       | 4     | 0     | 0      | 0,00            |
| Adulta · Perú | 2011          | 3         | 1         | 0         | 3             | 1             | 1             | —       | —       | —       | 6     | 1     | 1      | 0,16            |
| Adulta · Perú | 2012          | 2         | 0         | 0         | 4             | 2             | 0             | —       | —       | —       | 6     | 2     | 0      | 0,33            |
| Adulta · Perú | 2013          | 3         | 0         | 1         | 4             | 3             | 0             | —       | —       | —       | 7     | 3     | 1      | 0,29            |
| Adulta · Perú | 2014          | —         | —         | —         | —             | —             | —             | —       | —       | —       | 0     | 0     | 0      | 0,00            |
| Adulta · Perú | 2015          | 3         | 2         | 0         | 7             | 3             | 0             | —       | —       | —       | 10    | 5     | 0      | 0,5             |
| Adulta · Perú | 2016          | —         | —         | —         | 1             | 0             | 0             | —       | —       | —       | 1     | 0     | 0      | 0,00            |
| Adulta · Perú | 2017          | —         | —         | —         | 4             | 1             | 1             | —       | —       | —       | 4     | 1     | 1      | 0,25            |
| Adulta · Perú | 2018          | 9         | 3         | 2         | —             | —             | —             | 2       | 0       | 0       | 11    | 3     | 2      | 0,27            |
| Adulta · Perú | 2019          | 2         | 0         | 0         | 3             | 1             | 1             | —       | —       | —       | 5     | 1     | 1      | 0,2             |
| Adulta · Perú | 2020          | —         | —         | —         | 2             | 0             | 0             | —       | —       | —       | 2     | 0     | 0      | 0,00            |
| Adulta · Perú | 2021          | —         | —         | —         | 3             | 0             | 0             | —       | —       | —       | 3     | 0     | 0      | 0,00            |
| Total | Total         | 40        | 10        | 4         | 58            | 20            | 6             | 2       | 0       | 0       | 100   | 27    | 10     | 0.28            |
| Total carrera | Total carrera | 60        | 25        | 10        | 76            | 29            | 10            | 2       | 0       | 0       | 138   | 54    | 20     | 0.39            |
| (1) Incluye los partidos del Sudamericano Sub-17(2001)/ Juegos Bolivarianos(2001) Campeonato Sudamericano de Fútbol Sub-20(2003)/Preolímpico Sudamericano Sub-23(2004);Copa América/ Clasificatorias Sudamericanas (2003-2021). |               |           |           |           |               |               |               |         |         |         |       |       |        |                 |

## Participaciones en competiciones internacionales
| Torneo                         | Club               | Resultado        | Partidos | Goles |
| ------------------------------ | ------------------ | ---------------- | -------- | ----- |
| Copa Sudamericana 2002         | Alianza Lima       | Cuartos de final | 3        | 1     |
| Copa Libertadores 2003         | Alianza Lima       | Fase de grupos   | 4        | 1     |
| Copa Libertadores 2004         | Alianza Lima       | Fase de grupos   | 4        | 3     |
| Champions League 2004-05       | PSV Eindhoven      | Semifinal        | 13       | 1     |
| Champions League 2005-06       | PSV Eindhoven      | Octavos de final | 8        | 2     |
| Champions League 2006-07       | PSV Eindhoven      | Cuartos de final | 8        | 0     |
| Champions League 2007-8        | PSV Eindhoven      | Fase de grupos   | 6        | 1     |
| Copa de la UEFA 2007-08        | PSV Eindhoven      | Cuartos de final | 3        | 1     |
| Copa de la UEFA 2008-09        | FC Schalke 04      | Fase de grupos   | 5        | 0     |
| Champions League 2010-11       | FC Schalke 04      | Semifinal        | 10       | 4     |
| Liga Europa de la UEFA 2011-12 | FC Schalke 04      | Cuartos de final | 10       | 0     |
| Champions League 2012-13       | FC Schalke 04      | Octavos de final | 7        | 1     |
| Champions League 2013-14       | FC Schalke 04      | Octavos de final | 8        | 1     |
| Liga Europa de la UEFA 2017-18 | FC Lokomotiv Moscú | Octavos de final | 9        | 4     |
| Champions League 2018-19       | FC Lokomotiv Moscú | Fase de grupos   | 4        | 1     |
| Total                          | Total              | Total            | 99       | 19    |

### Goles en la Copa Conmebol Libertadores
| Resultados   | Resultados | Resultados | Resultados                   | Fecha               | Temporada | Gol(es) |
| ------------ | ---------- | ---------- | ---------------------------- | ------------------- | --------- | ------- |
| Alianza Lima | 2          | 0          | Cobreloa                     | 4 de marzo de 2004  | 2004      | 2 goles |
| Alianza Lima | 1          | 0          | Cobreloa                     | 10 de marzo de 2004 | 2004      | 1 gol   |
| Alianza Lima | 1          | 0          | Liga Deportiva Universitaria | 25 de marzo de 2004 | 2004      | 1 gol   |

### Goles en la Copa Conmebol Sudamericana
| Resultados   | Resultados | Resultados | Resultados | Fecha                 | Temporada | Gol(es) |
| ------------ | ---------- | ---------- | ---------- | --------------------- | --------- | ------- |
| Alianza Lima | 1          | 3          | Nacional   | 22 de octubre de 2002 | 2002      | 1 gol   |

### Goles en la UEFA Champions League
| Resultados         | Resultados | Resultados | Resultados                      | Fecha                    | Temporada | Gol(es) |
| ------------------ | ---------- | ---------- | ------------------------------- | ------------------------ | --------- | ------- |
| PSV Eindhoven      | 2          | 1          | Rosenborg Ballklub              | 20 de octubre de 2004    | 2004-2005 | 1 gol   |
| PSV Eindhoven      | 2          | 0          | Fenerbahçe Spor Kulübü          | 1 de noviembre de 2005   | 2005-2006 | 1 gol   |
| PSV Eindhoven      | 1          | 0          | Milan                           | 6 de diciembre de 2005   | 2005-2006 | 1 gol   |
| PSV Eindhoven      | 1          | 0          | CSKA Moscú                      | 27 de noviembre de 2007  | 2007-2008 | 1 gol   |
| PSV Eindhoven      | 1          | 0          | Tottenham Hotspur Football Club | 6 de marzo de 2009       | 2008-2009 | 1 gol   |
| FC Schalke 04      | 2          | 0          | Benfica                         | 29 de septiembre de 2011 | 2010-2011 | 1 gol   |
| FC Schalke 04      | 3          | 0          | Olympique de Lyon               | 24 de noviembre de 2011  | 2010-2011 | 1 gol   |
| FC Schalke 04      | 3          | 1          | Valencia Club de Fútbol         | 9 de marzo de 2011       | 2011-2012 | 2 goles |
| FC Schalke 04      | 2          | 2          | Arsenal Football Club           | 6 de noviembre de 2012   | 2012-2013 | 1 gol   |
| FC Schalke 04      | 1          | 1          | P.A.O.K. Salónica               | 21 de agosto de 2013     | 2013-2014 | 1 gol   |
| FC Lokomotiv Moscú | 1          | 4          | FC Porto                        | 6 de noviembre de 2018   | 2018-2019 | 1 gol   |

Total: 12 goles

### Goles en la UEFA Europa League
| Resultados         | Resultados | Resultados | Resultados                | Fecha                   | Temporada | Gol(es) |
| ------------------ | ---------- | ---------- | ------------------------- | ----------------------- | --------- | ------- |
| PSV Eindhoven      | 1          | 0          | Tottenham Hotspur         | 6 de marzo de 2008      | 2007-2008 | 1 gol   |
| FC Lokomotiv Moscú | 1          | 2          | FC Sheriff Tiraspol       | 2 de septiembre de 2017 | 2017-2018 | 1 gol   |
| FC Lokomotiv Moscú | 2          | 1          | Football Club Copenhague  | 23 de noviembre de 2017 | 2017-2018 | 2 goles |
| FC Lokomotiv Moscú | 2          | 0          | Football Club Fastav Zlín | 7 de diciembre de 2017  | 2017-2018 | 1 gol   |

Total: 5 goles

## Palmarés

### Campeonatos cortos
| Título          | Club         | País | Año  |
| --------------- | ------------ | ---- | ---- |
| Torneo Clausura | Alianza Lima | Perú | 2003 |
| Torneo Apertura | Alianza Lima | Perú | 2004 |
| Torneo Clausura | Alianza Lima | Perú | 2021 |
| Torneo Clausura | Alianza Lima | Perú | 2022 |

### Campeonatos nacionales
| Título                    | Club               | País            | Año     |
| ------------------------- | ------------------ | --------------- | ------- |
| Primera División del Perú | Alianza Lima       | Perú            | 2001    |
| Primera División del Perú | Alianza Lima       | Perú            | 2003    |
| Primera División del Perú | Alianza Lima       | Perú            | 2004    |
| Copa de los Países Bajos  | PSV Eindhoven      | Países Bajos    | 2004    |
| Eredivisie                | PSV Eindhoven      | Países Bajos    | 2004-05 |
| Eredivisie                | PSV Eindhoven      | Países Bajos    | 2005-06 |
| Eredivisie                | PSV Eindhoven      | Países Bajos    | 2006-07 |
| Eredivisie                | PSV Eindhoven      | Países Bajos    | 2007-08 |
| Copa de Alemania          | Schalke 04         | Alemania        | 2010-11 |
| Supercopa de Alemania     | Schalke 04         | Alemania        | 2011    |
| Copa de Emiratos Árabes   | Al-Jazira          | Emiratos Árabes | 2016    |
| Copa de Rusia             | FC Lokomotiv Moscú | Rusia           | 2017    |
| Liga Premier de Rusia     | FC Lokomotiv Moscú | Rusia           | 2017-18 |
| Copa de Rusia             | FC Lokomotiv Moscú | Rusia           | 2018    |
| Primera División del Perú | Alianza Lima       | Perú            | 2021    |
| Primera División del Perú | Alianza Lima       | Perú            | 2022    |

### Campeonatos internacionales
| Título                  | Club              | País    | Año  |
| ----------------------- | ----------------- | ------- | ---- |
| XIV Juegos Bolivarianos | Selección de Perú | Ecuador | 2001 |

Otros logros:
| - Subcampeón del Torneo Apertura 2002 con Club Alianza Lima - Subcampeón del Torneo Clausura 2002 con Club Alianza Lima - Subcampeón del Torneo Apertura 2003 con Club Alianza Lima - Subcampeón de la Copa de los Países Bajos 2005-06 con PSV Eindhoven - Subcampeón de la Supercopa de los Países Bajos 2005 con PSV Eindhoven - Subcampeón de la Supercopa de los Países Bajos 2006 con PSV Eindhoven - Subcampeón de la Supercopa de los Países Bajos 2007 con PSV Eindhoven - Subcampeón de la 1. Bundesliga 2009-10 con FC Schalke 04 - Subcampeón de la Supercopa de Alemania 2010 con FC Schalke 04 - 3° puesto de la Copa América 2015 con la Selección Peruana de Fútbol - Subcampeón de la Supercopa de Rusia con FC Lokomotiv Moscú 2017-2018 - Subcampeón de la Liga Premier de Rusia 2018-19 con FC Lokomotiv Moscú - Subcampeón de la Supercopa de Rusia 2018 con FC Lokomotiv Moscú - Subcampeón de la Copa América 2019 con la Selección Peruana de Fútbol - Subcampeón de la Liga Premier de Rusia 2019-20 con FC Lokomotiv Moscú |

### Distinciones individuales
| Distinción | Año        |
| --- | ---------- |
| Nombrado Jugador Revelación del año | 2002       |
| Mejor jugador de la Primera División del Perú Temporada 2003-2004                                                                                  | 2003       |
| Futbolista del año en el Perú | 2004       |
| Máximo Goleador del PSV Eindhoven en la Liga de Campeones de la UEFA 2005-06                                                                       | 2005       |
| Máximo Goleador del PSV Eindhoven en la Eredivisie 2005-2006 (21 goles)                                                                            | 2005       |
| Máximo Goleador del PSV Eindhoven Temporada 2005-2006                                                                                              | 2005       |
| Tercer máximo goleador de la Eredivisie (21 goles)                                                                                                 | 2005       |
| MVP de la temporada 2005-2006 del PSV Eindhoven | 2005       |
| Once ideal de la Eredivisie 2005-06 | 2005       |
| Segundo máximo goleador de la Clasificación de Conmebol para la Copa Mundial de Fútbol de 2006 (7 goles)                                           | 2006       |
| Máximo Goleador del PSV Eindhoven en la Eredivisie 2006-2007 (21 goles)                                                                            | 2006       |
| Máximo Goleador del PSV Eindhoven Temporada 2006-2007                                                                                              | 2006       |
| Tercer máximo goleador de la Eredivisie (21 goles)                                                                                                 | 2006       |
| MVP de la temporada 2006-2007 del PSV Eindhoven | 2006       |
| Once ideal de la Eredivisie 2006-07 | 2006       |
| Premio Menendez Sports como Mejor Jugador Peruano en el Exterior                                                                                   | 2007       |
| Quinto máximo goleador extranjero en la historia del PSV Eindhoven (67 goles)                                                                      | 2008       |
| Considerado en el XI Ideal de la primera jornada de la 1. Bundesliga 2009-10                                                                       | 2010       |
| Mejor jugador de la Copa de Alemania | 2010       |
| Elegido el mejor jugador del año del Schalke 04 | 2010       |
| Mejor gol del mes de octubre en Schalke 04 | 2011       |
| Futbolista del mes del Schalke 04 (octubre) | 2011       |
| Entre los 50 futbolistas más rápidos del mundo puesto 33                                                                                           | 2012       |
| Incluido en el XI Ideal de la Bundesliga 2012/13                                                                                                   | 2012       |
| MVP de la jornada 7 de las Clasificatorias Brasil 2014 según la FIFA                                                                               | 2012       |
| Entre los 20 mejores jugadores del mundo de 2013-2014 según Who Scored                                                                             | 2014       |
| Incluido en el Equipo Ideal de la Clasificación de Conmebol para la Copa Mundial de Fútbol de 2014                                                 | 2014       |
| Tercer máximo goleador extranjero en la historia del Schalke 04                                                                                    | 2015       |
| Máximo goleador del FC Lokomotiv Moscú de la temporada 2017 (14 goles)                                                                             | 2017       |
| Mejor Jugador de la fecha 5 de la Europa League | 2017       |
| Elegido por tercera vez consecutiva mejor jugador del Mes (octubre, noviembre y diciembre) en el Lokomotiv de Moscú                                | 2017       |
| Tercer máximo goleador de la Liga Premier de Rusia                                                                                                 | 2017       |
| Mejor jugador de la Liga Premier de Rusia del mes de octubre                                                                                       | 2017       |
| Incluido en el XI Ideal Latino histórico del PSV Eindhoven                                                                                         | 2018       |
| Elegido el mejor jugador de la Liga Premier de Rusia jornada 25                                                                                    | 2019       |
| Incluido en el XI ideal de la fecha 23, 25 y 26 de la Liga Premier de Rusia                                                                        | 2019       |
| Segundo máximo goleador histórico de la Selección de fútbol del Perú                                                                               | 2019       |
| Incluido en el XI histórico de Sudamericanos en la Bundesliga                                                                                      | 2020       |
| Incluido en el XI ideal del siglo del Schalke 04                                                                                                   | 2020       |
| Autor del mejor gol de la década del Schalke 04 | 2020       |
| Noveno máximo goleador de la historia de las Clasificatorias Conmebol para la Copa Mundial de Fútbol (16 goles)                                    | 2020       |
| Máximo goleador de la Selección Peruana de Fútbol en todas las ediciones de las Clasificatorias Conmebol para la Copa Mundial de Fútbol (16 goles) | Actualidad |
| Preseleccionado como delantero en el mejor once de la Liga 1 según la SAFAP                                                                        | 2021       |

## Récords
- Futbolista peruano con más goles anotados en la Eredivisie.[69]
- Máximo goleador peruano en las eliminatorias mundialistas.[70]
- Primer peruano en marcar en la Liga de Campeones de la UEFA con 3 clubes diferentes (PSV, Schalke 04, Lokomotiv).[71]
- Campeón en todos los países que jugó, Holanda, Alemania, Emiratos Árabes, Rusia y Perú.
- Es el segundo máximo goleador histórico de la selección peruana (27 goles).[cita requerida]
- Tercer máximo goleador extranjero en la historia del Schalke 04.[cita requerida]
- Quinto máximo goleador extranjero en la historia del PSV Enindhoven.[cita requerida]
- Quinto máximo goleador de la historia de las Clasificatorias Conmebol para la Copa Mundial de Fútbol (16 goles)[67]
- Es el futbolista peruano más asistidor en copas europeas con 15 asistencias.[cita requerida]

## Homenajes
En 2018, mientras se trabajaba en la previa del partido de la UEFA Champions League entre el Lokomotiv de Moscú como visitante y el Schalke 04, Farfán fue invitado en el centro del campo para recibir los honores más importantes en la institución alemana de fútbol por parte de su exclub, el Schalke 04. Recibió un trato y un saludo multitudinario por su entrañable carrera en el conjunto de los «reyes azules». Junto a La Foquita estuvo Benedikt Höwedes, con el que ambos se sintieron, después de mucho tiempo, como en casa en un equipo distinto al Lokomotiv de Moscú. El empresario Clemens Tönnies le dijo: «Fuiste un placer para la multitud aquí en Schalke: todo esto será inolvidable».

## Vida personal
El exfutbolista peruano Jefferson Farfán es padre de cuatro hijos. De su relación con la figura televisiva Melissa Klug, entre 2003 y 2015, nacieron dos de sus descendientes. La vida de la pareja fue objeto de una amplia cobertura por parte de programas de entretenimiento. Posteriormente, el Juzgado Civil de Lima ordenó a Farfán que dejara de hablar de la vida de Klug, orden que incumplió y por la que fue sancionado con más de cien mil soles.
En 2024, tras retirarse del fútbol profesional, Farfán inició su propio pódcast, donde aborda aspectos de su vida personal. El programa cuenta con la colaboración del también exfutbolista Roberto Guizasola y adopta un tono distendido y bromista. Su público objetivo es el joven, que ha perdido el interés en ver contenido en la televisión.
El periodista Renato Cisneros destacó el éxito inicial del pódcast, al alcanzar 120 000 suscriptores en YouTube en breve tiempo, atribuyéndolo a su enfoque de compartir detalles íntimos con exfutbolistas, poco habitual en el ámbito del periodismo deportivo. Para julio de ese año, siete auspiciadores financiaban a este programa digital. El portal Infobae admitió que cada vídeo, en el que se entrevistaba a un futbolista, alcanzaba el millón de visitas.